# Leiobunum flavum
Leiobunum flavum is een hooiwagen uit de familie Sclerosomatidae. De wetenschappelijke naam van de soort is voor het eerst geldig gepubliceerd in 1894 door Banks.